# Oinói (ort i Grekland, Västra Makedonien)
Oinói (Oinoi) är en ort i Grekland.   Den ligger i prefekturen Nomós Kastoriás och regionen Västra Makedonien, i den norra delen av landet, 400 km nordväst om huvudstaden Aten. Oinói ligger 734 meter över havet och antalet invånare är 475.
Terrängen runt Oinói är varierad. Oinói ligger nere i en dal. Runt Oinói är det ganska tätbefolkat, med 60 invånare per kvadratkilometer. Närmaste större samhälle är Kastoria, 15,1 km öster om Oinói. Trakten runt Oinói består till största delen av jordbruksmark.